# Zigenarnas tid
Zigenarnas tid (originaltitel: Dom za vešanje) är en brittisk/italiensk/jugoslavisk film från 1988 i regi av Emir Kusturica, med musik av Goran Bregović.
Kusturica fick idén till filmen efter att ha läst om människohandel med romska barn. Filmen har till största delen en dialog på romani, och fick motta både positiv och negativ kritik från romer av hur deras kultur och levnadsförhållanden skildras. Efter Kusturicas tidigare erkännande i Cannes med Kommer du ihåg Dolly Bell så öppnades för samproduktioner och budgeten för Zigenarnas tid var förhållandevis hög. Med Zigenarnas tid började Kusturica finna sitt speciella filmspråk. Han började bland annat experimentera med magisk realism, re-makes av kända filmscener och användandet av musik och amatörskådespelare. Filmen fick regipriset i Cannes, och Kusturicas rykte spred sig nu bland kritiker och cineaster världen över.

## Rollista i urval
- Davor Dujmović – Perhan
- Bora Todorović – Ahmed